# Ломниця (Чарнковсько-Тшцянецький повіт)
Ломниця (пол. Łomnica, нім. Lemnitz) — село в Польщі, у гміні Тшцянка Чарнковсько-Тшцянецького повіту Великопольського воєводства.
Населення — 308 осіб (2011).
У 1975-1998 роках село належало до Пільського воєводства.

## Демографія
Демографічна структура станом на 31 березня 2011 року:
|          | Загалом | Допрацездатний вік | Працездатний вік | Постпрацездатний вік |
| -------- | ------- | ------------------ | ---------------- | -------------------- |
| Чоловіки | 160     | 36                 | 114              | 10                   |
| Жінки    | 148     | 36                 | 80               | 32                   |
| Разом    | 308     | 72                 | 194              | 42                   |